# Basilique-cathédrale Sainte-Marie de Halifax
Pour la cathédrale anglicane, voir Cathédrale de Tous-les-Saints de Halifax.
Cette  cathédrale et basilique n’est pas la seule cathédrale Sainte-Marie ni la seule basilique Sainte-Marie.
La basilique-cathédrale Sainte-Marie de Halifax est l’église-mère de l’archidiocèse de Halifax dans la province canadienne de la Nouvelle-Écosse. Elle a été construite en 1820 à la demande de l’évêque Edmund Burke.
La première messe a été dite le 9 juin 1829. L’église était auparavant appelée Saint-Pierre, dont les origines remontaient en fait en 1784, lorsque la permission de construire un lieu de culte catholique fut accordée. Une chapelle dédiée à Notre-Dame des Douleurs a été ajoutée en 1843. 
Vers 1860, Thomas Connolly dessina les plans pour une rénovation gothique de la cathédrale. Un clocher de granite fut érigé en 1874. Une cloche de 1 200 livres fut ajoutée en 1879. Le premier ministre John Thompson, élu en 1895, avait été paroissien à Sainte-Marie. 
En 1899, la cathédrale reçut une consécration solennelle. Elle a été affectée par l’explosion de Halifax en 1915, lorsque plusieurs vitres sont fracassées. En 1950, le titre de basilique lui fut accordé par le pape Pie XII. Les orgues Casavant ont été installées en 1960 et sont dédiées aux soldats morts durant la seconde guerre mondiale.  
En 1969, un nouvel autel fut ajouté pour répondre aux exigences du concile Vatican II. En 1983, un incendie endommagea la cathédrale. Toutefois, celle-ci a reçu le pape Jean-Paul II en 1984. Elle a pu être rénovée en 1991. En 1997, elle fut nommée lieu historique national du Canada. De nouvelles restaurations ont eu lieu en 2002.